# Howard Taylor Ricketts
Howard Taylor Ricketts (Findlay, 9 de febrero de 1871 - Ciudad de México, 3 de mayo de 1910) fue un patólogo estadounidense que dio nombre a la familia Rickettsiaceae y al orden Rickettsiales.

## Biografía
Nació en Findlay, Ohio en 1871. En la primera parte de su carrera, Ricketts realizó una investigación en la Universidad del Noroeste sobre la blastomicosis. Más tarde trabajó en el Valle Bitterroot de Montana y en la Universidad de Chicago sobre la fiebre maculosa de las Montañas Rocosas. Esta investigación temprana de patología, entomología y epidemiología en Hamilton, Montana, condujo a la eventual formación del Laboratorio de las Montañas Rocosas allí.
Mientras estaban en Montana, Ricketts y su asistente descubrieron que el vector que transportaba el patógeno de la fiebre maculosa de las Montañas Rocosas es una garrapata, la garrapata de la madera de las Montañas Rocosas (Dermacentor andersoni; algunas otras especies de garrapatas, como la del perro americano o la garrapata de la madera garrapata, Dermacentor variabilis, también son vectores). No quedó claro de inmediato qué tipo de organismo era el patógeno; finalmente se llamó Rickettsia, la primera de las Rickettsiales en ser identificada. Sin embargo, durante décadas, hasta que la microscopía electrónica y otras tecnologías avanzaron lo suficiente, no se sabía si las Rickettsiales eran bacterias, virus o algo intermedio. Ahora se sabe que son bacterias especializadas en parasitismo intracelular.
Ricketts se dedicó a su investigación y, en varias ocasiones, se inyectó patógenos para estudiar sus efectos. El patógeno que causa la fiebre maculosa de las Montañas Rocosas, Rickettsia rickettsii, recibió su nombre. Después de este género epónimo, la familia más grande y la orden recibieron sus nombres.
En 1910, Ricketts se interesó en una cepa de tifus transmitido por murinos conocido como tabardillo debido a un brote importante en la Ciudad de México y la aparente similitud de la enfermedad con la fiebre maculosa. Días después de aislar el organismo que creía que causaba el tifus, él mismo falleció a causa de la enfermedad. Sus últimos artículos fueron escritos en colaboración con Russell Morse Wilder.
A Ricketts le sobrevivieron su esposa, Myra Tubbs Ricketts, y sus hijos. Su familia estableció un premio anual de investigación para estudiantes, el Premio Howard Taylor Ricketts, en la Universidad de Chicago en 1912. Los ganadores notables del Premio Ricketts incluyen a Julian Herman Lewis (1913), Lauretta Bender (1923), Sara Elizabeth Branham (1924), GM Dack (1925) y Maurice Hilleman (1945).

## Otras lecturas
- Groß, Dominik; Schäfer, Gereon (1 de enero de 2011). «100th Anniversary of the death of Ricketts: Howard Taylor Ricketts (1871–1910). The namesake of the Rickettsiaceae family». Microbes and Infection 13 (1): 10-13. PMID 20888424. doi:10.1016/j.micinf.2010.09.008.